# 鹿島郁夫
鹿島 郁夫（かしま いくお、1929年9月5日 - ）は、ヨットの冒険家。神戸出身。

## 経歴
- 1964年10月～1965年7月13日、「コラーサI」で単独大西洋横断に成功した。
- 1967年4月～7月、「コラーサII」で単独太平洋横断に成功した。
- 1983年5月、大阪府マリーナ協会ハーバーマスター。
- 1999年7月20日、「コラーサ70」でヨット単独無寄港世界一周に挑戦したが、途上で船体故障のため南アフリカのケープタウンに寄港した。2000年7月7日、日本に帰着。無寄港は達成できなかった。
- 2006年8月6日、「コラーサ77」で再度、ヨット単独無寄港世界一周に挑戦したが、2007年5月4日、オーストラリアのタスマニア島沖でヨットが横転した際に負傷し、翌5月5日、遭難救助要請、洋上でヘリコプターによって救出された。